# Juabum
Juabum est une localité du Cameroun, située dans l’arrondissement de Belo, le département du Boyo dans la région du Nord-Ouest.

## Démographie
Lors du recensement de 2005, on a dénombré 671 habitants à Juabum. C'est l’un des villages de la commune de Belo créée par décret no 93/321 du 25 novembre 1993. Cette commune est composée de 10 villages (y compris Juabum) : Aboh, Anjin, Anyajua, Chuaku, Elemghong, Fuli, Jinkfuin, Juabum, Mbesa et Sowi.

## Végétation
Les hauts plateaux du Nord-Ouest de manière générale ont  une altitude moyenne supérieure à 1 100 m. Le village de Juabum est riche en terres volcaniques favorables à l’agriculture (café, maraîchers, etc.). Sa végétation est moins dense et son climat frais est favorable à l’éclosion de toutes sortes d’activités. 

## Climat
En dehors de la saison pluvieuse (ordinairement de juillet à octobre), le village Juabum offre, tout le reste de l’année, un climat propice au voyage. C’est un climat doux et frais, avec des températures qui oscillent autour de 22 °C.